# Saye Zerbo
Saye Zerbo var en militær leder, der efter et militærkup i Republikken Øvre Volta (i dag Burkina Faso) den 25. november 1980 blev indsat som republikkens præsident. Fagforeningerne ydede dog modstand mod Zerbos regime, og ved et efterfølgende kup i 1982, blev han afsat af efterfølgeren Major Jean-Baptiste Ouédraogo.